# Ermita de Santa Bàrbara (Torralba)
L'ermita de Santa Bàrbara de Torralba, a la comarca de l'Alt Millars és un lloc de culte, catalogat com Bé de Rellevància Local, amb la categoria de Monument d'interès local.  que el 2015 era en tràmit, encara faltava l'aprovació definitiva per l'organisme competent en matèria d'urbanisme.

## Història
L'ermita és a la sortida del poble, prenent la carretera cap a Pavies. Se'n ha de desviar després d'un curt recorregut per un camí que sorgeix a la dreta i que descendeix cap al safareig públic i el cementiri, el qual finalment acaba en l'Ermita de Santa Bàrbara. La zona queda senyalitzada per un petit retaule ceràmic, que es troba prop de l'ermita, amb una imatge de la santa i la data de 1969.
La zona en la qual hi ha «La Mezquitilla», nom popular que al·ludeix al fet que l'ermita podria estar edificada sobre una antiga mesquita musulmana. No hi ha documents ni restes d'aquest possible temple islàmic. En l'estructura de l'ermita es van trobar dues bases tardorromanes o visigòtiques reutilitzades, com solia fer-se antigament per abaratir costos de materials i per escassetat de materials de qualitat.

## Descripció
És un edifici senzill de planta una sola nau avoltada, que presenta un atri amb arcades davant l'accés al temple. Les dimensions de l'ermita són petites, amb una amplària és de 5 metres, una longitud de la nau és de 7 metres i la de l'atri de 6.
La fàbrica és de maçoneria amb reforços de carreu i coberta exterior, a dues aigües, rematada amb teules, sense contraforts externs. Es va construir sobre una plataforma per salvar el desnivell del terreny. Externament hi ha un atri o porxo amb arcs, davant la porta d'accés al temple, el qual es duu a terme per una porta de fusta amb llinda (sobre la qual es disposen tres creus fent de Calvari, i a la dreta de les quals existeix un panell ceràmic amb una oració a la santa). L'atri només és obert per la part frontal mitjançant un arc de mig punt sobre el qual es pot veure una placa ceràmica amb el nom de l'ermita. S'hi arriba mitjançant una petita escala de tres graons que acaben en una reixa de ferro. Per la seva banda, els arcs laterals de l'atri han estat encegats gairebé íntegrament, només romàn un semicercle superior per on entra la llum natural.
L'atri es cobreix interiorment per una sostrada de fusta. En la façana de darrere es pot veure una petita espadanya per a una sola campana.
Interiorment destaca la llum que entra sobre el presbiteri a la zona de la testera. S'hi accedeix mitjançant una graderia, on hi ha l'altar major i la fornícula envidrada amb la imatge de santa Bàrbara) a través de les dues finestres de forma semblant a una espitllera. El sòl del temple és fet de llosetes ceràmiques modernes, i les parets són pintades de colors de tons blaus de diferent intensitat segons es tracti de paret o de sòcol.
Durant les festes patronals en honor de Santa Bàrbara i del Crist de l'Agonia, el 4 de desembre (dia de la santa), la imatge de la Immaculada Concepció de l'església parroquial es porta en romiatge a l'ermita, on ocupa el lloc de la santa, que és, al seu torn, portada al poble i col·locada a l'església parroquial al lloc on es venera a la Immaculada. Quan les festes conclouen es torna a intercanviar les imatges, on romanen fins a l'any vinent. Els mateixos veïns de Torralba s'encarreguen del manteniment de l'ermita. Es fa un torn cada més per passar-se les claus, de manera que la família que li toca el tron encén diàriament el llum d'oli de la santa i s'ocupa de l'ermita fins que lliuri les claus a la propera família i així successivament.